# A 45 minuti da Hollywood
A 45 minuti da Hollywood (45 Minutes from Hollywood) è un film del 1926 diretto da Fred Guiol. È un cortometraggio a due bobine distribuito negli Stati Uniti dalla Pathé Exchange il 26 dicembre 1926. Il film ha come protagonista Glenn Tryon, ma oggi è meglio ricordato come il secondo caso in cui Stan Laurel e Oliver Hardy sono apparsi entrambi nello stesso film cinque anni dopo aver condiviso lo schermo in Cane fortunato (1921). I due tuttavia non compaiono mai insieme, e Laurel appare in una sola scena.

## Trama
Una famiglia di periferia va a Hollywood per pagare le rate dell'ipoteca della casa dove vivono. Il capo della comitiva è il figlio maggiore Orville. Nel grande cine-studio potranno ammirare tutte le grandi celebrità: da Theda Bara alle Simpatiche canaglie. Durante il tour Orville rimane immischiato in un inseguimento con tanto di sparatoria. Verrà salvato da una ragazza misteriosa che lo conduce in un albergo. In realtà si tratta di un uomo vestito da donna che lo porta in una camera d'albergo dove al bagno si trova un detective che si sta lavando nella vasca. Quest'uomo travestito da donna colpirà alla testa Tryon e gli ruberà i vestiti e i soldi e nella camera entrerà poi la moglie del detective che vedrà Tryon sul letto rivestito da donna dal furfante che si è invece preso i suoi vestiti, scambiandoli con il malcapitato e pensa che il marito l'abbia tradita. Questi va su tutte le furie giurando alla moglie di non sapere chi sia quella "donna" e comincia a rincorrerla quando la vede in giro per l'albergo.